# Ceritoturris bittium
Ceritoturris bittium é uma espécie de gastrópode do gênero Ceritoturris, pertencente à família Horaiclavidae.